# Hohenbühel (Adelsgeschlecht)

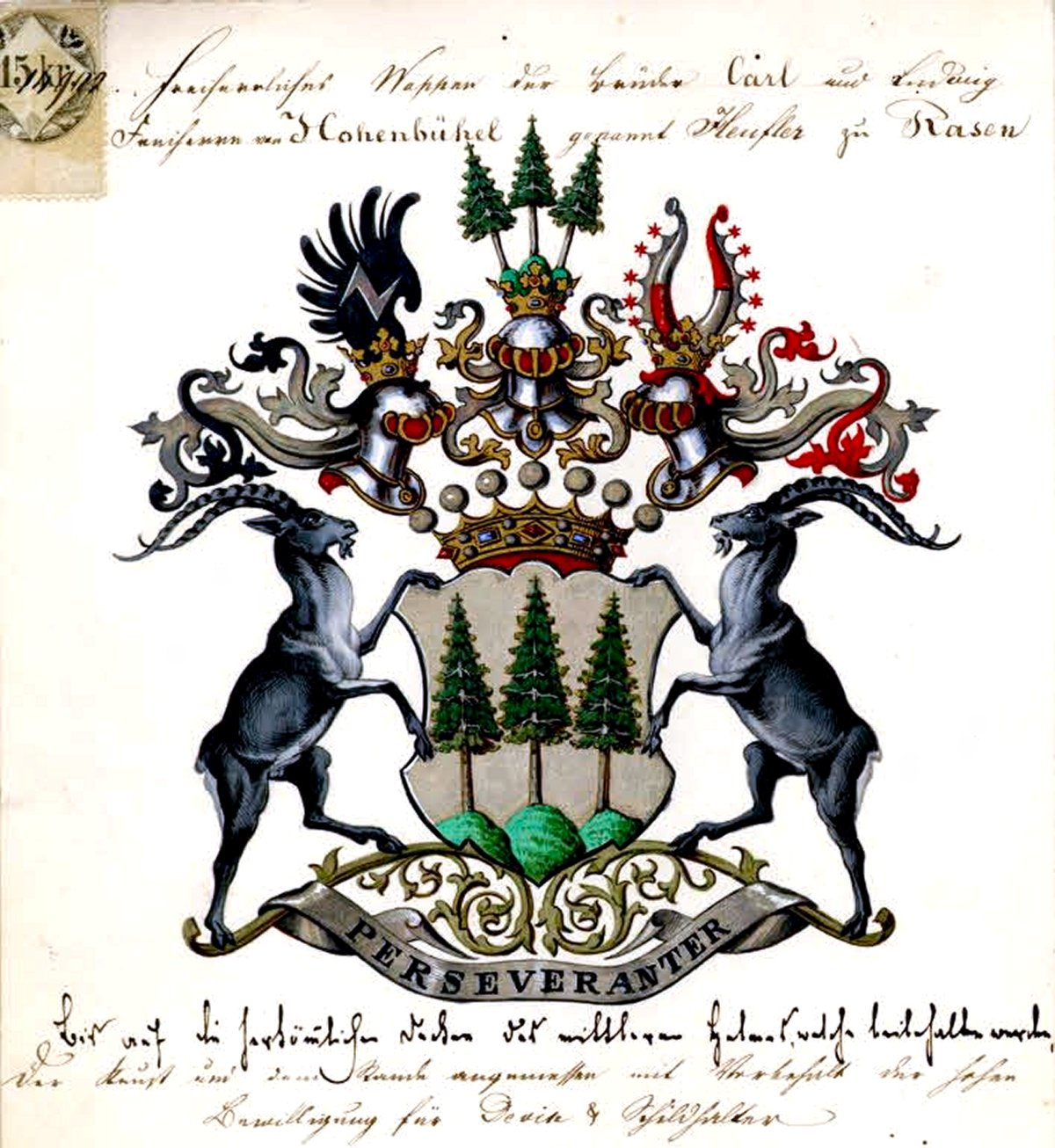
Freiherrenwappen derer von Hohenbühel genannt Heufler (zu Rasen)

Hohenbühel, genannt Heufler zu Rasen, ist der Name eines Görz-Tiroler Adelsgeschlechts aus dem Pustertal, welches 1519 in Tirol immatrikuliert und später im Etschland ansässig wurde, 1813 in der Ritterklasse Aufnahme in den bayerischen Adel fand und 1865 den österreichischen Freiherrenstand erhielt. Die Familie besteht gegenwärtig fort.

## Geschichte

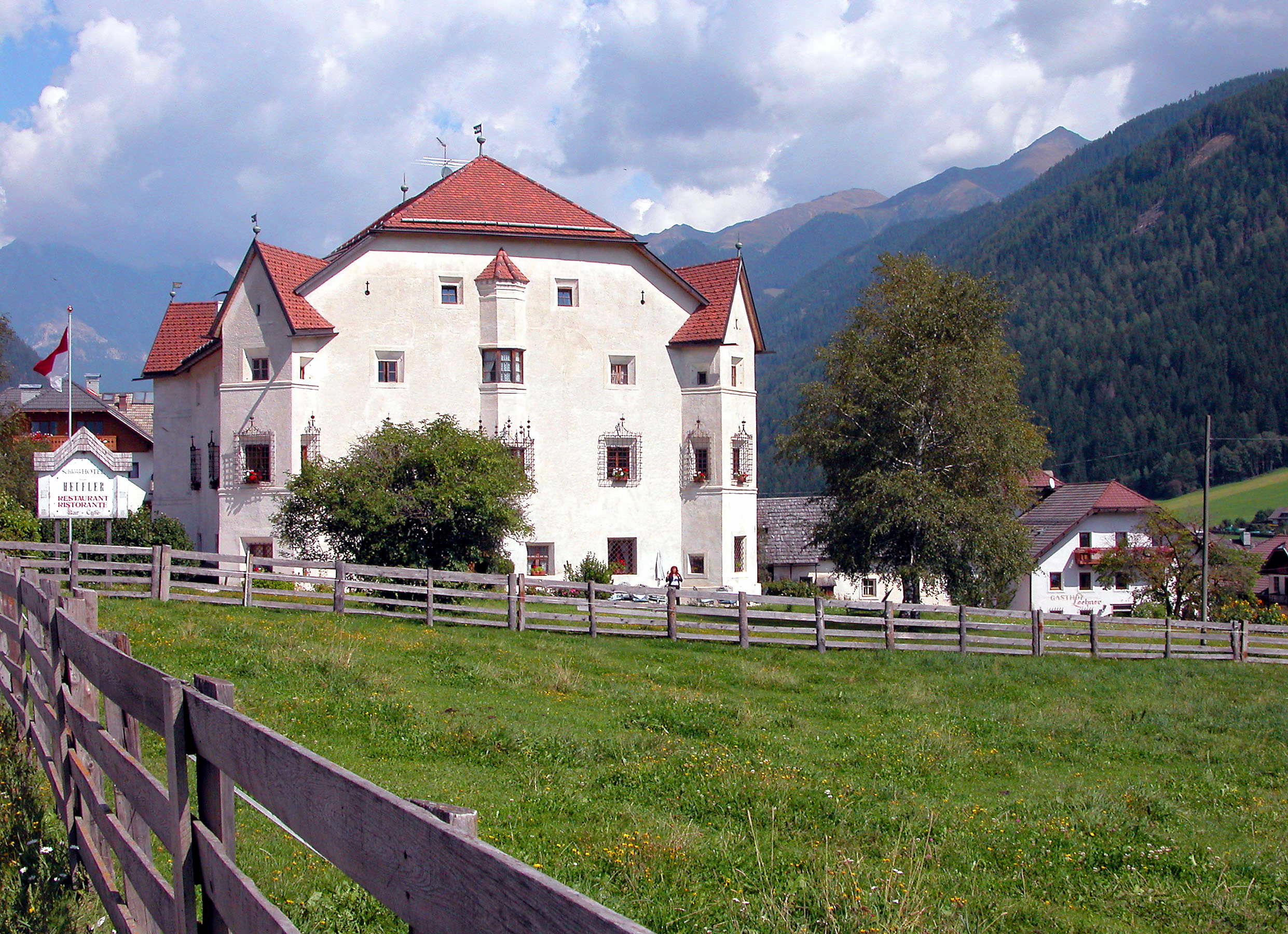
Ansitz Heufler

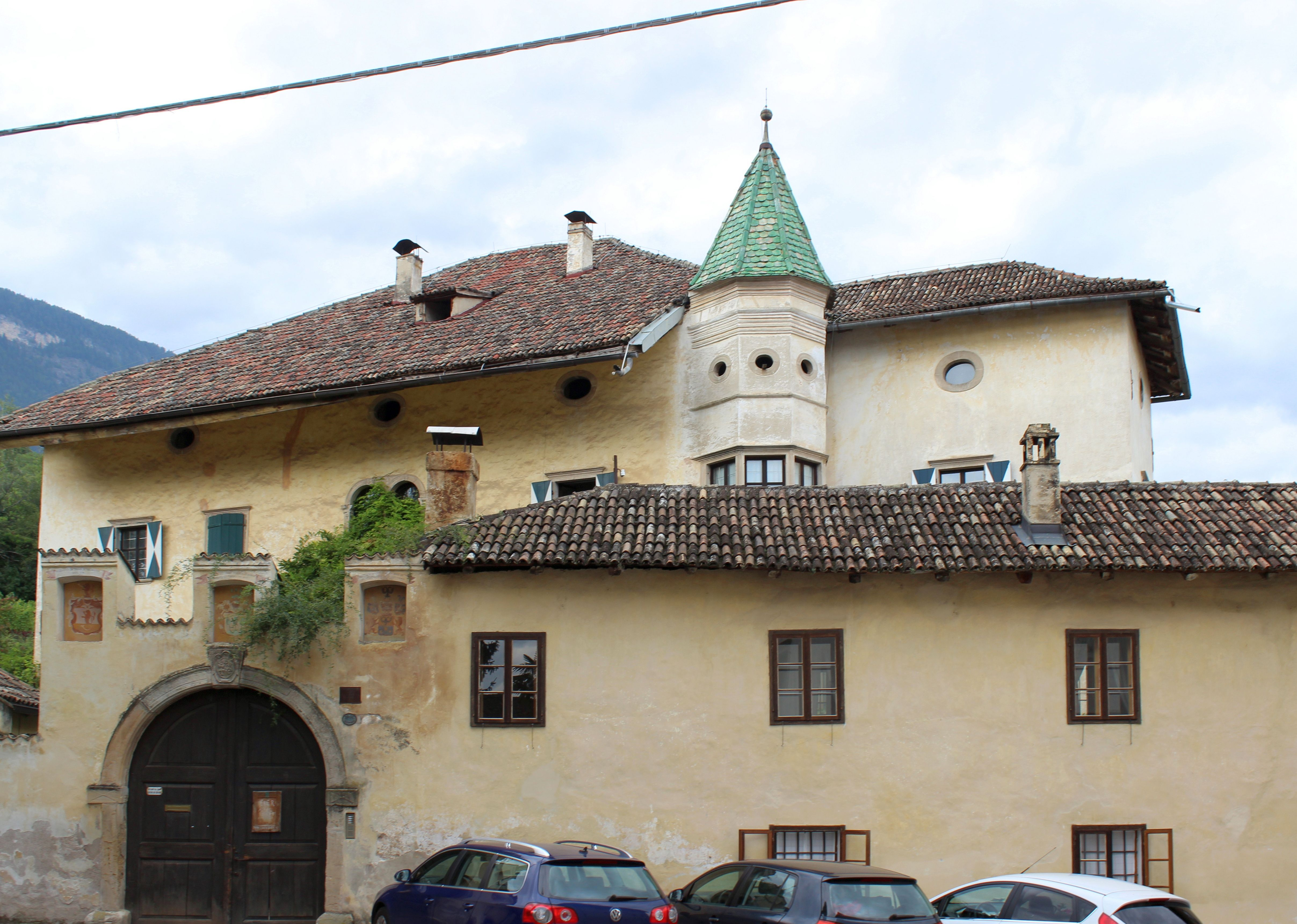
Ansitz Gleifheim

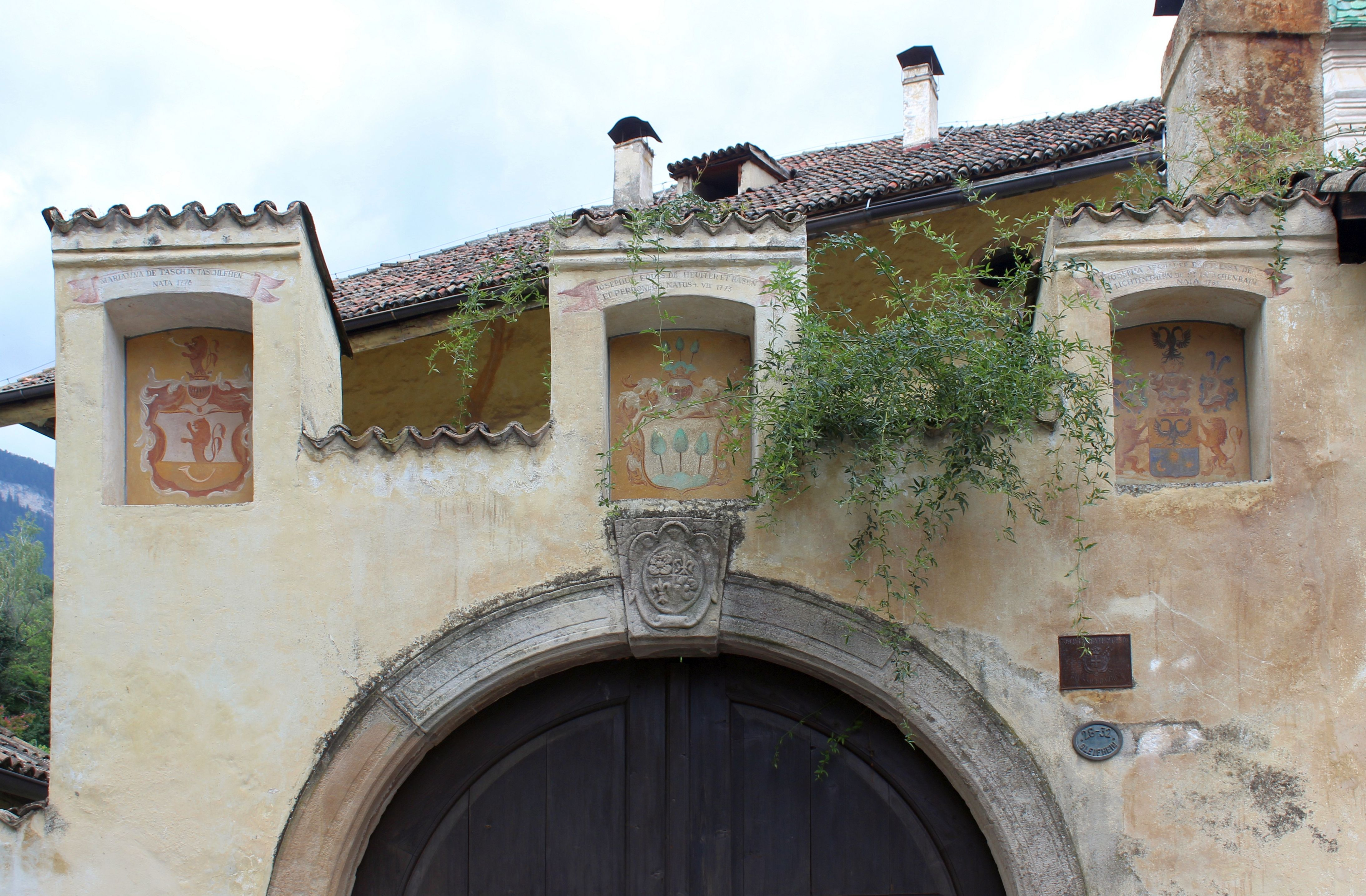
Hoftor mit Wappenstein

Das alte Pustertaler Geschlecht soll auf einen 1270 erwähnten Hans von Hohenbühel, Dienstmann der Herren von Schöneck, zurückgehen. Ein Ritter Rudolphus von Punawe (Pein) wird bereits um 1234/39 mit einem „predium super Hohenpuhel“ bei Terenten genannt und dürfte ein Onkel oder Bruder eines Ritters Waltmann von Hohenbühel gewesen sein, der als Inhaber eines Freisassengerichtes „des blutigen Pfennigs“ (das später über die Herren von Vilanders an die Herren von Welsperg gelangte) erscheint. Als Brixner Gotteshausleute werden um 1270 auch in Bozen zwei Söhne eines Hohenbühelers, Ulrich und Jakob, erwähnt, und 1301 mit Reinbert von Weineck und Gotschelin Meiser von Signat ein Meinhardus der Hohenpvhel. Nach Theodor Mairhofer war die Familie gleichen Stammes mit Luitso von Elvas und seinem 1168 bezeugten Sohn Rupert von Terenten. Die Söhne von Hans, der in Rasen ansässige Richter Heinrich, Nikolaus und Randolt (?) gründeten eigene Linien, von denen die am Hohenbühel verbliebene 1408 mit Paul von Hohenbühel erlosch. Heinrichs gleichnamiger Sohn zog nach Obervintl, wo er und seine Nachkommen den Übernamen Prözzele führten und auf Weißkirch (Töpsl) und bis zu ihrem Aussterben am alten Edelsitz Paumgarten saßen. Der Sohn des Nikolaus, Jakob, nannte sich erstmals 1339 nach dem Heufler, einem der Hohenbühelschen Höfe, die den Weiler Pfurns (Margen) bildeten. 1358 erwarb dieser das „Hohe Haus“ zu Oberrasen. Die auf dem Anwesen lastende Zehenten kaufte er Konrad dem Rasner ab und nannte sich ab 1360 „der Heufler von Rasen“ oder noch 1367 „der Heufler von Hohenpühel“. Seine Witwe, eine Schwester des Nikolaus Tobhan, veräußerte 1383 einen Turm zu Ehrenburg. Die Ururenkel von Jakob, Lienhard, Pfleger des Grafen von Görz auf Schloss Heimfels, und sein Bruder Sigmund besaßen 1452 den Ansitz und Hof an der Gasse in Oberrasen als freies Eigentum ihrer Vorväter. 1453 erscheint Sigmund unter den Landleuten (Adel) des Grafen Heinrich von Görz, die dessen Freilassung aus der Gefangenschaft seines Sohnes Hans erbitten.
Auf Befehl Erzherzog Ferdinands II. vom 1. September 1567 wurde der Enkel von Sigmund, Dietrich Heufler, Pfleger von Altrasen, nach einer bereits 1519 erfolgten Eintragung, nun auch formell in die Tiroler Landesmatrikel aufgenommen. Am 23. November 1598 übertrug Kaiser Rudolf II. in Prag den älteren Brüdern des Melchior, Hans und Balthasar, die Adelsfreiheiten des Ansitzes Oberrasen auf einen 1578/82 neu erbauten Edelsitz. 1619 erbte Balthasar, Pfleger der Herrschaft Altrasen, von seinem Bruder Hans die Ansitze Alt- und Neurasen. Nach Balthasars Tod fielen die Güter an seine einzige Tochter Ottilia, die beide Ansitze am 27. Juni 1643 für 6800 Gulden an Thomas Kurz von Toblach veräußerte. Den Stamm setzte Ottilias Vetter, Jakob, Pfleger von Schloss und Herrschaft Castelfondo fort, welcher auf seine Grundrechte im Pustertal verzichtete. 1654 wählten er und seine Nachkommen den Hof Perdonig in Prissian in der Herrschaft Mayenburg als neuen Familiensitz. Nach diesem nannte sich die Familie auch „von Perdonegg“.
Der Sohn von Jakob, Johann Gaudenz, Pfleger von Glurns ernannte Kaiser Leopold I. am 14. Januar 1668 zum kaiserlichen und oberösterreichischen Regimentsrat und 1683 zum Abgeordneten des engeren Ausschusses der Stände Tirols. Sein jüngerer Bruder Adalbert trat in den geistlichen Stand und fungierte von 1675 bis 1696 als Abt der Benediktinerabtei St. Blasius zu Admont. Neben seinem ererbten Besitz Perdonig erwarb der Enkel von Johann Gaudenz, David am 27. November 1750 in Eppan ein Herrenhaus. 1807 kaufte sein Sohn, der k. k. Kämmerer und Gerichtspräsident Joseph David, von Philippine Gräfin Spaur den Ansitz Gleifheim, den zuvor den Freiherren Tschiderer von Gleifheim gehörte. In der Zeit als Tirol unter bayerischer Herrschaft stand, erhielt Joseph David am 6. August 1813 mit dem Namen „von Heufler Ritter zu Rasen“ die Aufnahme in die Ritterklasse der Adelsmatrikel des Königreiches Bayern. Die Söhne von Joseph David, Karl und Ludwig erhob Kaiser Franz Joseph I. am 4. September 1865 mit dem Namen von Hohenbühel, genannt Heufler zu Rasen, in den österreichischen Freiherrenstand. Ludwig Heufler von Hohenbühel, k. k. Kämmerer, Ministerialrat im Staatsministerium, Botaniker und Historiker, kaufte den Ansitz Altenzoll bei Hall, wo er 1885 starb.

## Wappen
Blasonierung des Stammwappens: In Silber auf grünem Dreiberg drei grüne Tannen- oder Zirbelbäume. Auf dem gekrönten Helm die Schildfigur wiederholt. Die Helmdecken sind gold-silbern.

### Wappendarstellungen

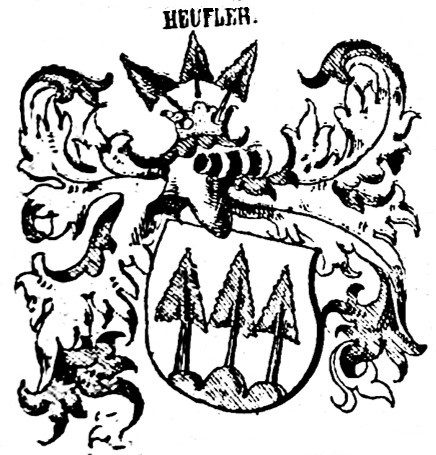
Stammwappen der Heufler bei Siebmacher
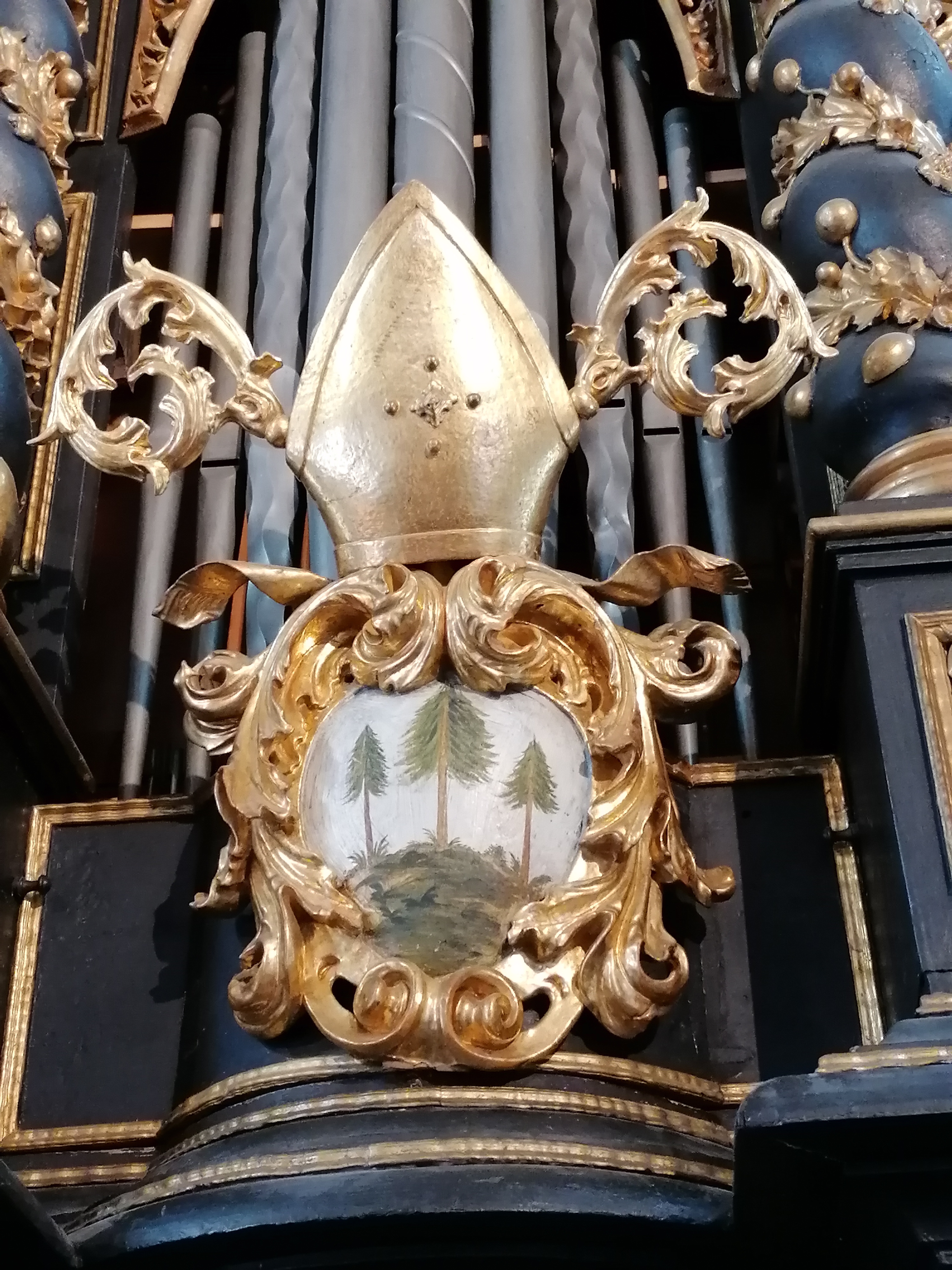
Wappen des Abtes Adalbert Heufler von Rasen und Hohenbühel
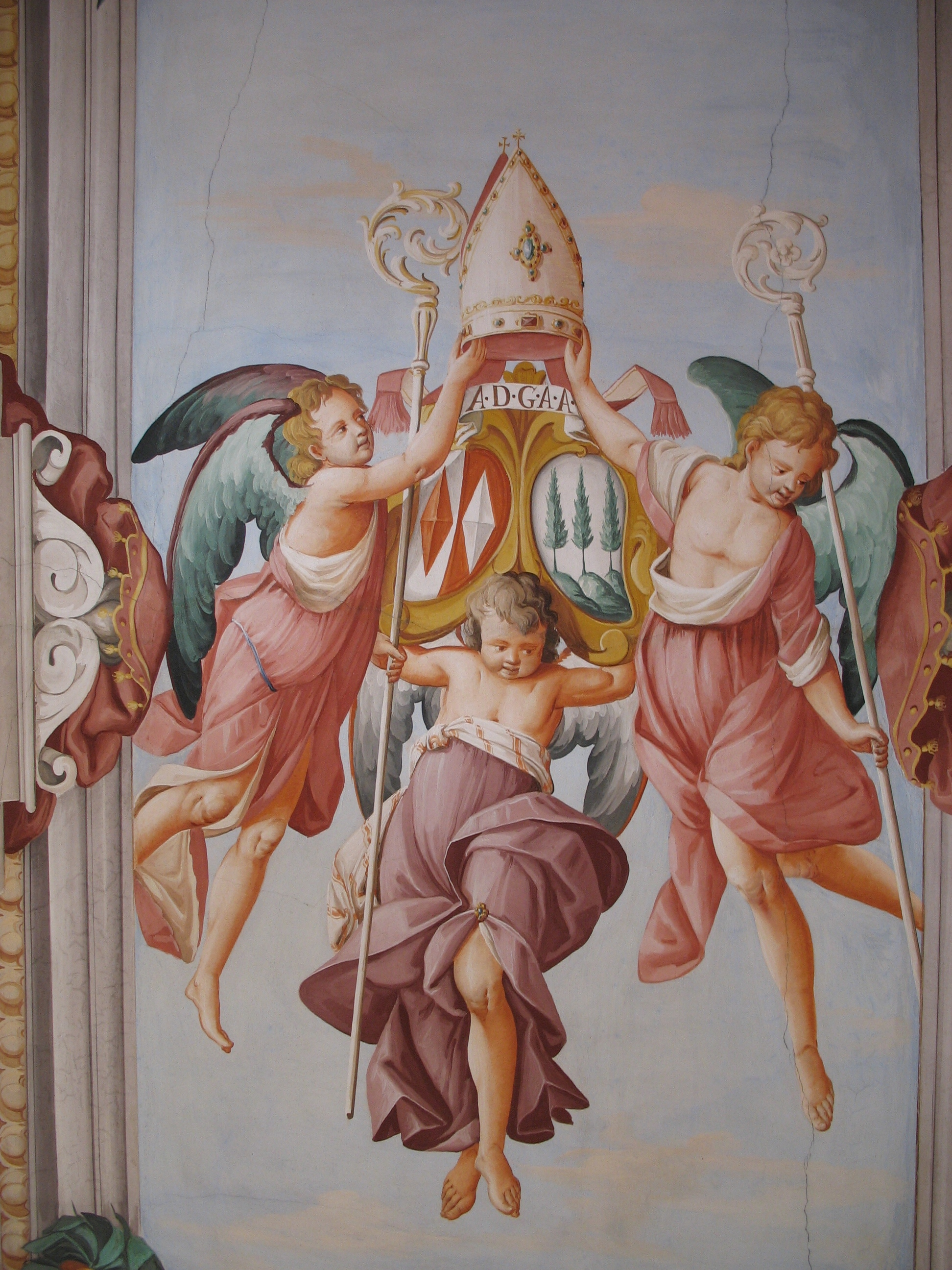
Wappen des Abtes Adalbert Heufler von Rasen und Hohenbühel

## Genealogie (Auswahl)
1. Jakob Heufler von Rasen († nach 1643), Pfleger der Herrschaft Castelfondo; ⚭ NN
  1. Johann Gaudenz Heufler von Rasen (1626–1680), 1678 oberösterreichischer Regimentsrat; ⚭ NN
    1. Franz Gaudenz Heufler von Rasen (1659–1729); ⚭ NN
      1. David Heufler von Rasen (1720–1778), Abgeordneter der Tiroler Stände; 1.⚭ Anna Josepha von Zinnenberg und Mareit; 2.⚭ NN
        1. Maria Valentina Heufler von Rasen; ⚭ Ignaz von Faber zu Lanegg
        2. Joseph David, seit 1813 Ritter von Heufler zu Rasen (1773–1834), k. k. Kämmerer, Landrechtspräsident; 1.⚭ Marianna von Tasch; 2.⚭ Josepha Freiin von Lichtenthurn
          1. Karl Joseph von Heufler, seit 1865 Freiherr von Hohenbühel (* 1806) k. k. Kämmerer, Landgerichtspräsident in Padua; ⚭ Augusta Freiin von Stwrtnik
            1. Maria Josepha Freiin von Hohenbühel (* 1839)
            2. Karolina Maria Freiherr von Hohenbühel (* 1840)
            3. Karl Julius Freiherr von Hohenbühel (* 1844), Kadett an der Theresianischen Akademie in Wien
            4. Heinrich Kajetan Freiherr von Hohenbühel (* 1845)
            5. August Karl Freiherr von Hohenbühel (* 1847), Kadett an der Militärakademie in Wiener-Neustadt

          2. Ludwig von Heufler, seit 1865 Freiherr von Hohenbühel (1817–1885), k. k. Kämmerer, Ministerialrat im Staatsministerium; ⚭ Karoline Gräfin von Khuen
            1. Paul Freiherr von Hohenbühel (* 1854)
            2. Hans Freiherr von Hohenbühel (* 1856)

          3. Eduard Ritter von Heufler zu Rasen (1812–1860); 1.⚭ Hedwig Eyrl von Waldgries und Liebenaich; 2.⚭ Auguste Peschke

  2. Adalbert Heufler von Rasen (1631–1696), seit 1675 Abt der Benediktinerabtei St. Blasius zu Admont
  3. Melchior Balthasar Heufler von Rasen, Kommandant von Rheinfelden in Breisgau